# Walter Rohlfing
Walter Rohlfing (* 26. März 1956; † 2. Januar 2020) war ein deutscher American-Football-Trainer und -Spieler.

## Laufbahn
Rohlfing übte Schwimmsport auf Leistungsebene aus und war bis 1976 Mitglied der Startgemeinschaft Düsseldorf. Als Footballspieler stand er von 1979 bis 1985 in Diensten der Düsseldorf Panther und kam auf der Position Center zum Einsatz. Mit den Rheinländern gewann er 1983 und 1984 jeweils als Spielertrainer die deutsche Meisterschaft, wobei die Saison 1983 ohne Niederlage bestritten wurde. 1985 war er Mitglied der deutschen Nationalmannschaft.
Nachdem er seine Spielerlaufbahn 1985 beendet hatte, widmete sich Rohlfing bei den Düsseldorfern gänzlich der Trainertätigkeit. 1986 und 1987 war er im Stab der Panther für die Koordinierung des Angriffs zuständig und trug auf diese Weise zum Gewinn des deutschen Meistertitels 1986 bei. 1987 weilte er zudem zeitweilig in den Vereinigten Staaten und gehörte dem Trainerstab des Whittier College (Bundesstaat Kalifornien) an. 1988 übernahm er bei den Düsseldorfern das Amt des Cheftrainers, welches er bis 1990 ausübte. 1988 wurde die Mannschaft unter Rohlfings Leitung deutscher Vizemeister, 1989 und 1990 erreichte man die Vorschlussrunde der deutschen Meisterschaft. Von 1992 bis 1994 koordinierte er im Düsseldorfer Trainerstab die Verteidigungsarbeit, in diesem Amt war er an den deutschen Meistertiteln 1992 und 1994 beteiligt.
Rohlfing wechselte 1994 zur Mannschaft Rhein Fire und bekleidete im dortigen Stab bis 2000 das Amt des Trainers für die Defensive Line. 1998 und 2000 gewann er mit Rhein Fire den World Bowl, das Endspiel der NFL Europe.
Er kehrte zur Saison 2000 zu den Düsseldorfer Panthern, deren Ehrenmitgliedschaft er 1998 verliehen bekam, zurück und arbeitete dort 2000 und 2001 als Cheftrainer. In der Spielzeit 2002 war er ebenfalls in der höchsten deutschen Spielklasse, der GFL, Cheftrainer der Saarland Hurricanes und 2003 der Essener Mannschaft Assindia Cardinals. 2008 trat er das Cheftraineramt bei den Mönchengladbach Mavericks an und führte diese bis 2011 von der Oberliga in die GFL und dort in der 2011er Saison auf den dritten Rang. Aus gesundheitlichen Gründen zog er sich aus der Trainertätigkeit zurück.
Rohlfing war über mehrere Jahre für die deutsche Nationalmannschaft tätig. Als verantwortlicher Bundestrainer betreute er die Auswahl in den Jahren 1987 bis 1989 sowie von 1997 bis 1999. Im Jahr 2001 sowie von 2005 bis 2010 war er als Assistenztrainer der Nationalmannschaft für die Verteidigungsreihen der Auswahl zuständig. Als Chefbundestrainer führte Rohlfing die Nationalmannschaft bei der Europameisterschaft 1987 zu Silber und 1989 zu Bronze. Als Assistenztrainer (Defensive Coordinator) der deutschen Auswahl trug er zum Europameistertitel 2001, zum Gewinn der World Games 2005, zu EM-Silber 2005, zum dritten Rang bei der Weltmeisterschaft 2007 sowie zum Europameistertitel 2010 bei.
Mehrfach bildete sich Rohlfing im Laufe seines Trainerdaseins im Rahmen von Hospitationen bei NFL-Mannschaft fort.